# Whitingham
Whitingham es un pueblo ubicado en el condado de Windham en el estado estadounidense de Vermont. En el año 2010 tenía una población de 1357 habitantes y una densidad poblacional de 13,3 personas por km².

## Geografía
Whitingham se encuentra ubicado en las coordenadas 43°47′2″N 72°51′10″O / 43.78389, -72.85278.

## Demografía
Según la Oficina del Censo en 2000 los ingresos medios por hogar en la localidad eran de $37 434 y los ingresos medios por familia eran $45 500. Los hombres tenían unos ingresos medios de $30 590 frente a los $25 188 para las mujeres. La renta per cápita para la localidad era de $21 904. Alrededor del 7,9 % de la población estaban por debajo del umbral de pobreza.